# Corfú (ciutat)
Corfú (grec: Κέρκυρα, Kérkira) és la ciutat principal de l'Corfú al nord-oest de Grècia. És la capital de l'illa i de la prefectura de Corfú. La ciutat, amb una població de 39.674 habitants (2011) és un centre turístic, i ha tingut un paper important des del segle viii. La ciutat és coneguda com a Kastropolis ('Ciutat Castell') a causa dels seus tres castells. El 2007, la ciutat vella va ser inscrita per la UNESCO a la llista del Patrimoni de la Humanitat.
El municipi de Corfú s'estén en una direcció nord-occidental des de la ciutat a la costa oriental central de l'illa, i té una superfície de 41.905 km i una població total de 39.487 habitants. A part de la ciutat de Corfú, les seves altres ciutats són Kanali (3.556 hab.), Potamós (2.365 hab.), Kontokali (1.616 hab.), Alepoú (1.606 hab.) i Gouviá (952 hab.).
La ciutat de Corfú té una llarga tradició en belles arts. La Societat Filharmònica de Corfú forma part d'aquesta tradició. La ciutat gaudeix d'un clima mediterrani. Els estius són càlids amb una humitat moderada i les temperatures arriben als 33 °C. Els hiverns són suaus i les temperatures ronden els 10 °C.

## Nom
El nom de Corfú és d'origen medieval, i prové del grec Κορυφώ (Koryfó), derivat de κορυφή (koryfḗ) 'cim', 'part superior', en referència a la part alta de la ciutat, on la població de la ciutat es traslladà durant els períodes d'incursions tardoantigues. Per mitjà del venecià, Koryfó esdevengué Corfú, amb què és coneguda actualment en moltes de llengües.
A l'antiguitat, la ciutat prenia el nom de l'illa: Corcira (grec antic: Κόρκυρα, llatí: Corcȳra), en dòric Cercira (Κόρκυρα, Corcȳra). Segons el mite, Cercira era una nimfa filla d'Asop i la nàiade Metope; el déu Posidó se n'enamorà i la raptà, i de la seva unió nasqué Fèax, epònim dels feacis, que a l'antiguitat s'associaven als corcireus.
En la Crònica de Ramon Muntaner és esmentada com a Corfó. La forma que apareix en l'Atles Català de Cresques Abraham és Curfó.

## Plànol

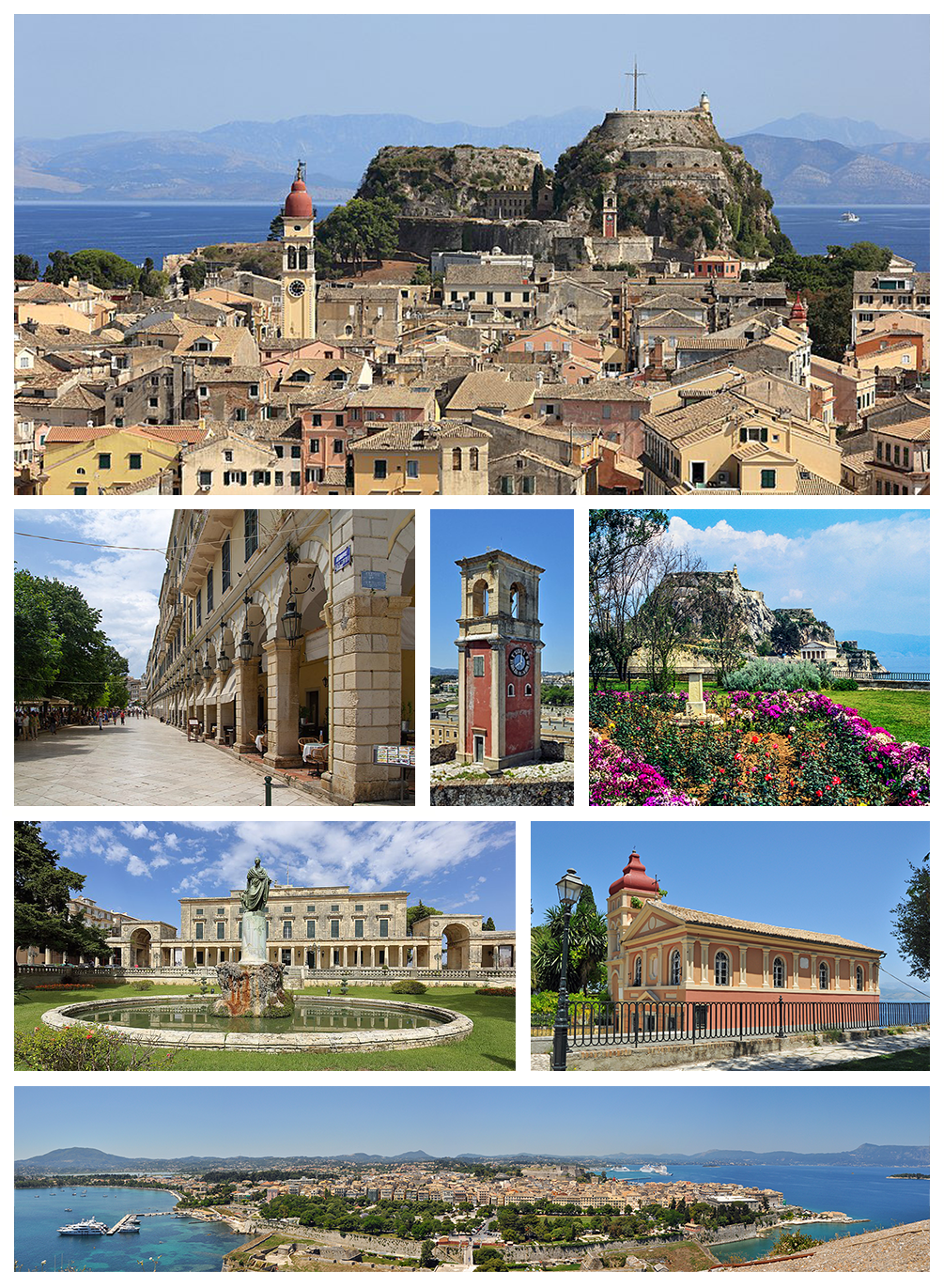
Corfú

La ciutat de Corfú s'alça sobre la part ampla d'una península, s'acaba en la ciutadella veneciana (Παλαιό Φρούριο en grec) està tallada per un fossat artificial format en un barranc natural, amb una rasa d'aigua salada en el fons, que serveix també com una mena de port esportiu conegut com a Contra-Fossa. La ciutat vella ha crescut dins de les fortificacions, on cada metre de terreny és preciós, és un laberint de carrerons pavimentats amb còdols, de vegades tortuosos però en la seva major part molt agradables, coloristes i molt nets. A aquests carrers se'ls anomena «kantounia (en grec καντούνια) i els més antics de vegades segueixen les suaus irregularitats del terreny mentre que molts d'ells són massa estrets per al trànsit de vehicles. Hi ha un passeig marítim al costat de la costa cap a la badia de Garitsa (Γαρίτσα) i també una bella esplanada entre la ciutat i la ciutadella anomenada «Liston» (en grec, Λιστόν) on abunden els restaurants exclusius i amb estil europeu. El nom Liston ve de l'anglès «List on», en referència a la llista de les tarifes dels venedors, en altres paraules, el menú. La ciutadella estava representada en l'anvers i revers dels bitllets de 500 dracmes de 1983-2001.

## Arquitectura
Les antigues fortificacions de la ciutat, anteriorment tan àmplies que requerien una força d'entre 10.000 i 20.000 soldats per encarregar-se d'elles, van ser en gran part derruïdes pels anglesos en el segle xix. En diverses parts de la ciutat es poden trobar cases de l'època veneciana, amb alguns trets del seu passat esplendor, però són poques comparades amb les cases neoclàssiques dels britànics del segle xix i principis del xx. El palau, construït el 1815 per Sir Thomas Maitland (1759-1824; Lord alt comissionat de les Illes Jòniques) és una gran estructura de pedra maltesa blanca. Prop de Gasturi hi ha l'Achilleion construït en estil pompeià per l'emperadriu Isabel d'Àustria i adquirit el 1907 per l'emperador alemany Guillem II.
De les 37 esglésies gregues les més importants són la catedral, dedicada a la Mare de Déu de la Cova, la de Sant Spiridon, amb la tomba del sant patró de l'illa, i l'església suburbana de Sant Jàson i Sant Sosípatre, suposadament la més antiga de l'illa. La ciutat és la seu d'un arquebisbat catòlic i un altre grec ortodox, i té un gymnasium, un teatre, una societat agrícola i industrial, una biblioteca i un museu, conservats en els edificis anteriorment dedicats a l'Acadèmia Jònica, que va ser fundada per Frederick North, cinquè comte de Guilford (1766-1827, ell mateix primer canceller el 1824) el 1823, però dissolta al cessament del protectorat anglès. El 1984, durant el govern del primer ministre Andreas Papandreu, es va fundar la Universitat Jònica (en grec Ιόνιο Πανεπιστήμιο) com a descendent de l'antiga Acadèmia Jònica.
Basant-se en l'avaluació de l'ICOMOS de l'antiga ciutat de Corfú, va ser inscrita en la llista de llocs del Patrimoni de la Humanitat. Els experts de l'ICOMOS van destacar que "al voltant del 70% dels edificis anteriors al segle xx daten del període britànic" i que «blocs sencers van ser destruïts» a la ciutat vella pels bombardejos aeris de la Segona Guerra Mundial; van ser «reemplaçats per noves construccions als anys 1960 i els anys 1970». El teixit urbà va ser classificat com predominantment del període neoclàssic «sense trets arquitectònics especials pels que pogués distingir».

## Consolats
Corfú és seu de molts consolats estrangers:
- Àustria: 3 K. Zavitsianou St. Corfu 49100, Tel: +30 26610 44252
- Bèlgica: 44 Alexandras Av Corfu 49100, Tel: +30 26610 33788
- Xipre: 8 Sotiros St. Corfu 49100, Tel: +30 26610 43915
- Dinamarca: 12 Ethnikis Antistasis Corfu 49100, Tel: +30 26610 38089
- Finlàndia: Hotel Annaliza Pirgi Corfu 49100, Tel: +30 26610 93438
- França: 22 I. Polyla St. Corfu 49100, Tel: +30 26610 26312
- Alemanya: 57 Guilford St. Corfu 49100, Tel: +30 26610 31453
- Irlanda: 20A Kapodistriou St. Corfu 49100, Tel: +30 26610 33411
- Itàlia: 10 Alexandras Av. Corfu 49100, Tel: +30 26610 42433
- Països Baixos: Kapodistriou & 2 Idromenon St. Corfu 49100, Tel: :+30 26610 39900
- Noruega: 7 Donzelot St. Corfu 49100, Tel: +30 26610 32423
- Portugal: Hotel "Ermones Beach" Corfu 49100, Tel: +30 26610 94241
- Sèrbia: 19 Moustoxidou St. Corfu 49100, Tel: +30 26610 33960
- Espanya: 3 Sofokleus Dousmani St. Corfu 49100, Tel: +30 26610 36421
- Suècia: Skaramaga Sq. Corfu 49100, Tel: +30 26610 31386
- Suïssa: Corfu Palace Hotel Corfu 49100, Tel: +30 26610 39485
- Regne Unit: 2 Alexandras Av & Menekratous St. Corfu 49100, Tel: +30 26610 30055

## Agermanaments[2]
- Kruševac  Sèrbia (19-10-1985)
- Pafos  Xipre (5-7-1992)
- Famagusta  Xipre (13-8-1994)
- Meissen  Alemanya (26-9-1996)
- Troisdorf  Alemanya (4-10-1996)
- Asha  Xipre (3-5-1998)
- Bríndisi  Itàlia (21-5-1998)
- Vathi (Samos)  Grècia (29-7-1998)
- Carovigno  Itàlia (7-5-2000)
- Verona  Itàlia (agost de 2000)
- Koper/Capodistria  Eslovènia (7-12-2000)
- Sarandë  Albània (12-7-2001)
- Tremetousia  Xipre (9-12-2001)
- Ioannina  Grècia (21-12-2002)

## Barris
| - Paleòpolis - Nèo Froùrio - Paleò Froùrio-Aghios Geòrgios - Faliraki - Aghios Vlàsios-Port vell - New Port - Platytèra - Sarròko-Kostèlla - Menekràtous - Anàlipsi - Aghia Triàs - Neràtsicha - Anemòmylos-Aghios Iàsson - Figarèto-Kardàki - Stratià - Kyrà Chrysikoù | - Aghios Spyridon - Spianàda-Listòn - Aghios Antònios - Aghios Iàkovos - Mandràki - Aghios Ioànnis - Garitsa - Kanòni - Kanàlia - Alepoù - Potamòs - Kontòkali - Evropoùloi - Gouvià - Kommèno - Templòni |